# Симашко, Франц Иванович
 Франц Иванович Симашко  (9 (21) октября 1817 — 29 октября (10 ноября) 1892) — российский военный педагог, писатель. Генерал-лейтенант.

## Биография
Окончил Павловский кадетский корпус. В 1837 г. поступил в 5-ю артиллерийскую бригаду, но недолго служил в строю. Очень скоро получил место репетитора, а затем преподавателя математики в родном корпусе, откуда назначен инспектором в кадетском корпусе Аракчеева (был в Новгороде). В 1865 г. получил назначение на пост директора Полтавской военной гимназии, где прослужил 20 лит, более чем кто либо с основания кадетского корпуса (с 6 декабря 1840 г.). Семашко был известным педагогом. Ему пришлось преобразовывать прежний кадетский корпус в военную гимназию и затем военную гимназию в кадетский корпус. С 1885 г. состоял до кончины своей при Главном управлении военно-учебных заведений, где был председателем комиссии по выработке программ для кадетских корпусов.
Похоронен на Смоленском лютеранском кладбище в Санкт-Петербурге.

## Труды
- Ф.Симашко. Начальная геометрия и конические сечения. — 5-е изд. — С.Пб, 1876.